# Doussay
Doussay är en kommun i departementet Vienne i regionen Nouvelle-Aquitaine i västra Frankrike. Kommunen ligger i kantonen Lencloître som tillhör arrondissementet Châtellerault. År 2022 hade Doussay 680 invånare.

## Befolkningsutveckling
Antalet invånare i kommunen Doussay
| Referens: INSEE |